# Claudie Pierlot
Claude Pierlot. conocida como Claudia Pierlot, fue una diseñadora de moda francesa, creadora de la marca que lleva su nombre, nació el 29 de noviembre de 1947 en Troyes y falleció el 25 de febrero de 2009 en Nanterre  Fue conocida, especialmente en los años 1990, por su estilo, su aspecto y por “vestir a las mujercitas de París". La marca se define como una marca «parisina, femenina y urbana».

## Histórico
Durante los viajes con sus padres, descubrió muy rápidamente la capital, sus lugares emblemáticos y sobre todo, a la parisina que la inspiró en la creación de sus colecciones. Después de estudiar diseño de moda y patronaje, trabajó en fábricas de prendas de punto en el sur de Francia y luego se convirtió en asistente durante cuatro años en Dorothée Bis. Se incorporó a la oficina de estilo Printemps y luego a la agencia Mafia, antes de trabajar para la marca René Derhy a partir de 1974. Después de diez años como diseñadora en Derhy, decide crear su propia marca y recibe el apoyo de Yvette y René Derhy, con quienes estará asociada hasta la venta de su marca en 2009 al grupo SMCP. Comenzó sus primeras colecciones en los locales de Derhy, calle Faubourg-Poissonnière nº6, antes de trasladarse a mediados de los años 1990 a un local más amplio, en la calle Sentier, acompañada de su marido Daniel Pax, quien se hará cargo de la dirección de comunicación; ella creará tres boutiques parisinas en la calle Montmartre, calle Vingt-Neuf-Juillet y en el número 23 de la calle Vieux-Colombier, boutique histórica y emblemática de la marca, en el corazón del barrio donde vivía la creadora y que todavía existe hoy día.
Sabiendo que estaba enferma, decidió vender su empresa a principios de 2009 a los accionistas de las marcas Sandro y Maje  que se unieron para esta operación bajo el grupo SMCP. Muere en febrero del mismo año.
Audrey Marnay, perpetuando la imagen de La Parisienne deseada por Claudia Pierlot, se convirtió en la musa publicitaria de la marca en 2010 y diseñó una colección cápsula.
Desde septiembre de 2010 y hasta 2013, el accionista mayoritario de la marca es un holding propiedad del fondo de apoyo empresarial L Capital, vinculado al grupo LVMH, con 41 % de las acciones, y el holding Florac vinculado al grupo Louis-Dreyfus.